# Ellisburg (hrabstwo Jefferson)
Ellisburg – wieś w Stanach Zjednoczonych, w stanie Nowy Jork, w hrabstwie Jefferson.